# Euphorbia senilis
Euphorbia senilis är en törelväxtart som beskrevs av Paul Carpenter Standley och Julian Alfred Steyermark. Euphorbia senilis ingår i släktet törlar, och familjen törelväxter. Inga underarter finns listade i Catalogue of Life.